# Dola (Ohio)
Dola – jednostka osadnicza w hrabstwie Hardin, w Ohio (Stany Zjednoczone), 16,5 km od miasta Kenton.